# Füstös cinege
A füstös cinege (Poecile lugubris)  a madarak osztályának verébalakúak (Passeriformes) rendjébe, a cinegefélék (Paridae) családjába  tartozó faj.

## Rendszerezése
A fajt Coenraad Jacob Temminck holland arisztokrata és zoológus írta le 1820-ban, a Parus nembe Parus lugubris néven is.

## Alfajai
- Poecile lugubris anatoliae (Hartert, 1905)
- Poecile lugubris dubius (Hellmayr, 1901)
- Poecile (lugubris) hyrcanus (Zarudny & Loudon, 1905)
- Poecile lugubris kirmanensis (Koelz, 1950)
- Poecile lugubris lugens (C. L. Brehm, 1855)
- Poecile lugubris lugubris (Temminck, 1820)[2]

## Előfordulása
Törökországban, a délkelet-európai országok területén, valamint Románia déli részen honos. Ritkán előfordul Észak-Olaszországban is. Természetes élőhelyei a mérsékelt övi erdők, mediterrán cserjések, szubtrópusi vagy trópusi száraz erdők, sziklás környezetben, valamint szántóföldek és vidéki keretek. Állandó, nem vonuló faj.

### Kárpát-medencei előfordulása
A Kárpát-medencén belül csak Erdély délkeleti részén fordul elő, Kolozs megyétől a Bánsági-hegyvidékig. Itt állandó, jellegzetes madárfaj, főleg erdőszéleken, szőlőkben, kertekben fészkel. Otthonát télen sem hagyja el, így a Déli- és Nyugati-Kárpátoktól nyugatabbra, az Alföld területén, Magyarországon nem fordul elő.

## Megjelenése
Testhossza 15 centiméter, szárnyfesztávolsága 21-23 centiméter, testtömege 16-19 gramm. Szárnya 7,2–7,6, farka 6,5–6,8, csüdje 2, csőre 1–1,1 centiméter. Feje teteje sötét kormos fekete, begye szintén, de valamivel fakóbb. Kantársávja, arca és fültája fehér. Háti oldala egérszürkés, barnába átmenő. Evezőtollai feketésszürkék. Hasi oldala szennyesfehéres. Csőre sötét szaruszürke, a kávaélek fehéresek. Lába kékes ólomszínű. Szeme barna.

## Életmódja
Elsősorban rovarokkal táplálkozik, bár magvakat is fogyaszt. Távolról sem oly társaságszerető, mint a többi cinegeféle. Nem keresi az ember társaságát, inkább kerüli. Hangja verébszerűen cserregő.

## Szaporodása

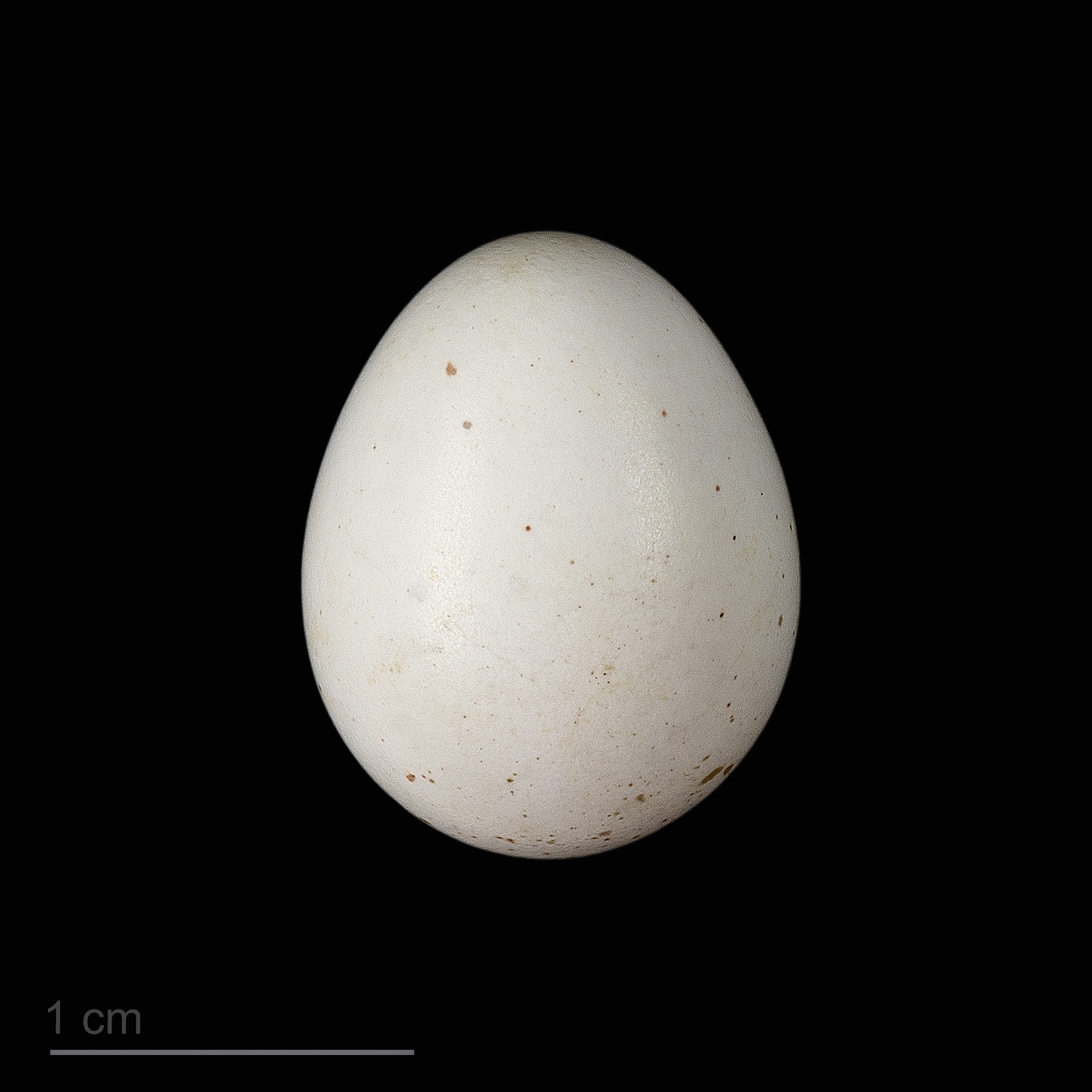
Poecile lugubris

Fészekalja általában öt-hét tojásból áll.

## Természetvédelmi helyzete
Az elterjedési területe rendkívül nagy, egyedszáma pedig stabil. A Természetvédelmi Világszövetség Vörös listáján nem fenyegetett fajként szerepel.